# Villers-Saint-Barthélemy
Pour les articles homonymes, voir Villers.
Villers-Saint-Barthélemy est une commune française située dans le département de l'Oise, en région Hauts-de-France.

## Géographie

### Description

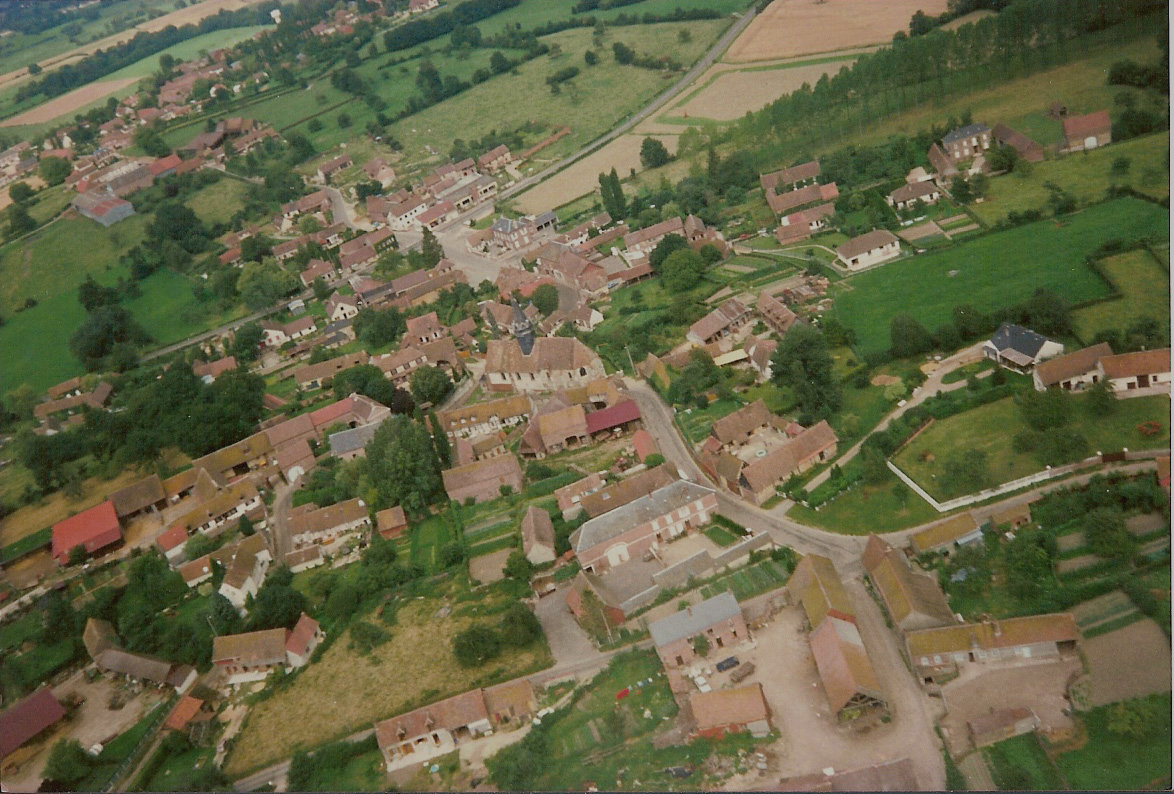
Vue aérienne de Villers-Saint-Barthélemy en mai 1984.

Situé à quelque 15 km de Beauvais, le chef-lieu de l'Oise, Villers-Saint-Barthélemy est un petit village de 500 habitants.
Ses petites caractéristiques (une superficie de 9,9 km2, et une densité de 48 hab./km2) en font un village convivial et chaleureux entouré de la campagne picarde.
Villes proches de Villers-Saint-Barthélemy :
- Troussures (Oise) 1,9 km ;
- Le Vauroux (Oise) 2,7 km ;
- Ons-en-Bray (Oise) 2,9 km ;
- Rainvillers (Oise) 4,1 km ;
- Auneuil (Oise) 4,3 km ;
- La Houssoye (Oise) 4,4 km ;
- Saint-Léger-en-Bray (Oise) 5,2 km ;
- Lalandelle (Oise) 5,3 km ;
- Saint-Paul (Oise) 5,5 km ;
- Saint-Aubin-en-Bray (Oise) 5,9 km.

Le village est situé à une altitude de 140 mètres.

### Communes limitrophes
| Ons-en-Bray | Saint-Paul               |             |
| Le Vauroux  | Villers-Saint-Barthélemy | Rainvillers |
|             | Troussures               |             |

### Géologie et relief
Les couches albiennes, que l'on retrouve dans le pays de Caux, se prolongent jusqu'au pays de Bray. Ces couches sont mises au jour grâce aux carrières, nombreuses dans le pays de Bray. Ces carrières servent à la fabrication de briques et de tuiles, avec les argiles dites du Gault, qui se déposèrent pendant l'Albien. Aussi étrange que cela puisse paraître, les ossements de sauropode découverts à Villers-Saint-Barthelemy proviennent des roches sédimentaires de l'Albien marin (argiles marines du Gault). L'abbé de Lapparent se posa rapidement la question sur la provenance de ces fossiles de dinosaures dans des roches de l'Albien marin. Lapparent hésita entre les Ardennes et la Bretagne. Grâce à une étude plus approfondie, il sut que le sauropode venait plutôt de Bretagne, à une distance de 150 km du site de la découverte.
En 1945, lors d'une première prospection menée par l'abbé de Lapparent, un étudiant découvrit trois vertèbres caudales de dinosaures, dans une carrière. Quelque temps plus tard, Gabriel Lucas, (enseignant à la Sorbonne), reçut sept autres vertèbres de la carrière. Il semble que les vertèbres caudales appartiennent à un seul et même individu. Et c'est ainsi qu'un an plus tard, l'abbé de Lapparent reconstitua un morceau de queue du sauropode d'un mètre de long. Il semble impossible de faire une identification précise.

### Hydrographie

#### Réseau hydrographique
La commune est située dans le bassin Seine-Normandie. Elle est drainée par le ruisseau du Moulinet et le fossé des Prés Capron,,.

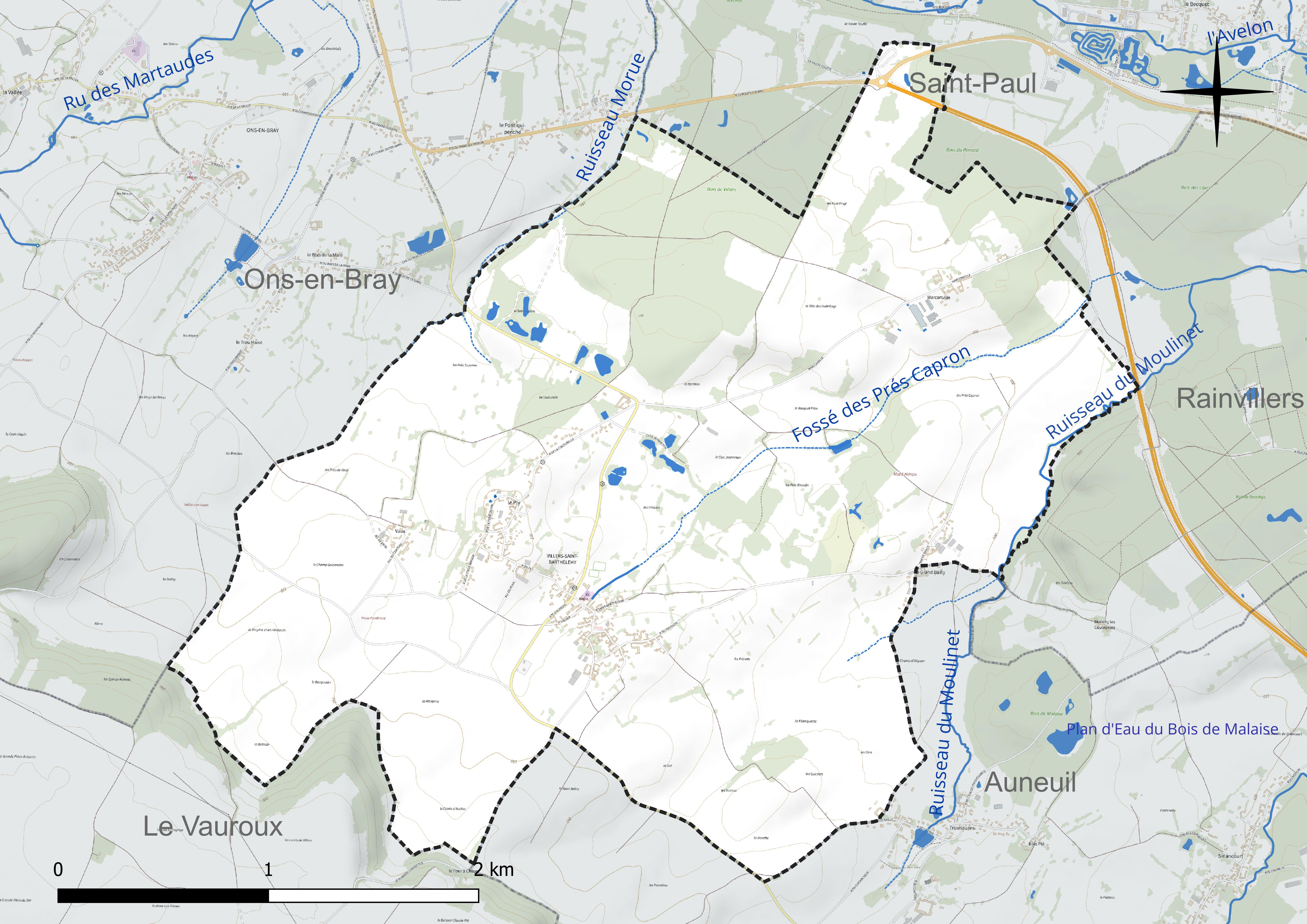
Réseau hydrographique de Villers-Saint-Barthélemy.

#### Gestion et qualité des eaux
Le territoire communal est couvert par le schéma d'aménagement et de gestion des eaux (SAGE) « Sensée ». Ce document de planification concerne un territoire de 1 219 km2 de superficie, délimité par le bassin versant du Thérain. Le périmètre a été arrêté le 27 janvier 2023 et le SAGE proprement dit est, en 2024, en cours d'élaboration. La structure porteuse de l'élaboration et de la mise en œuvre est le syndicat intercommunal de la Vallée du Thérain (SIVT). 
La qualité des cours d'eau peut être consultée sur un site dédié géré par les agences de l'eau et l'Agence française pour la biodiversité. 

### Climat
Pour des articles plus généraux, voir Climat des Hauts-de-France et Climat de l'Oise.
En 2010, le climat de la commune est de type climat océanique dégradé des plaines du Centre et du Nord, selon une étude du CNRS s'appuyant sur une série de données couvrant la période 1971-2000. En 2020, Météo-France publie une typologie des climats de la France métropolitaine dans laquelle la commune est exposée à un climat océanique et est dans la région climatique  Sud-ouest du bassin Parisien, caractérisée par une faible pluviométrie, notamment au printemps (120 à 150 mm) et un hiver froid (3,5 °C). 
Pour la période 1971-2000, la température annuelle moyenne est de 10,4 °C, avec une amplitude thermique annuelle de 14,3 °C. Le cumul annuel moyen de précipitations est de 767 mm, avec 11,9 jours de précipitations en janvier et 8,1 jours en juillet. Pour la période 1991-2020, la température moyenne annuelle observée sur la station météorologique la plus proche, située sur la commune de Jaméricourt à 11 km à vol d'oiseau, est de 11,0 °C et le cumul annuel moyen de précipitations est de 695,7 mm,. Pour l'avenir, les paramètres climatiques de la commune estimés pour 2050 selon différents scénarios d'émission de gaz à effet de serre sont consultables sur un site dédié publié par Météo-France en novembre 2022.

## Urbanisme

### Typologie
Au 1er janvier 2024, Villers-Saint-Barthélemy est catégorisée commune rurale à habitat dispersé, selon la nouvelle grille communale de densité à sept niveaux définie par l'Insee en 2022.
Elle est située hors unité urbaine. Par ailleurs la commune fait partie de l'aire d'attraction de Beauvais, dont elle est une commune de la couronne,. Cette aire, qui regroupe 162 communes, est catégorisée dans les aires de 50 000 à moins de 200 000 habitants,.

### Occupation des sols
L'occupation des sols de la commune, telle qu'elle ressort de la base de données européenne d'occupation biophysique des sols Corine Land Cover (CLC), est marquée par l'importance des territoires agricoles (86,1 % en 2018), une proportion identique à celle de 1990 (86,1 %). La répartition détaillée en 2018 est la suivante : 
prairies (41,4 %), terres arables (40,2 %), forêts (10,6 %), zones agricoles hétérogènes (4,4 %), zones urbanisées (3,4 %). L'évolution de l'occupation des sols de la commune et de ses infrastructures peut être observée sur les différentes représentations cartographiques du territoire : la carte de Cassini (XVIIIe siècle), la carte d'état-major (1820-1866) et les cartes ou photos aériennes de l'IGN pour la période actuelle (1950 à aujourd'hui).

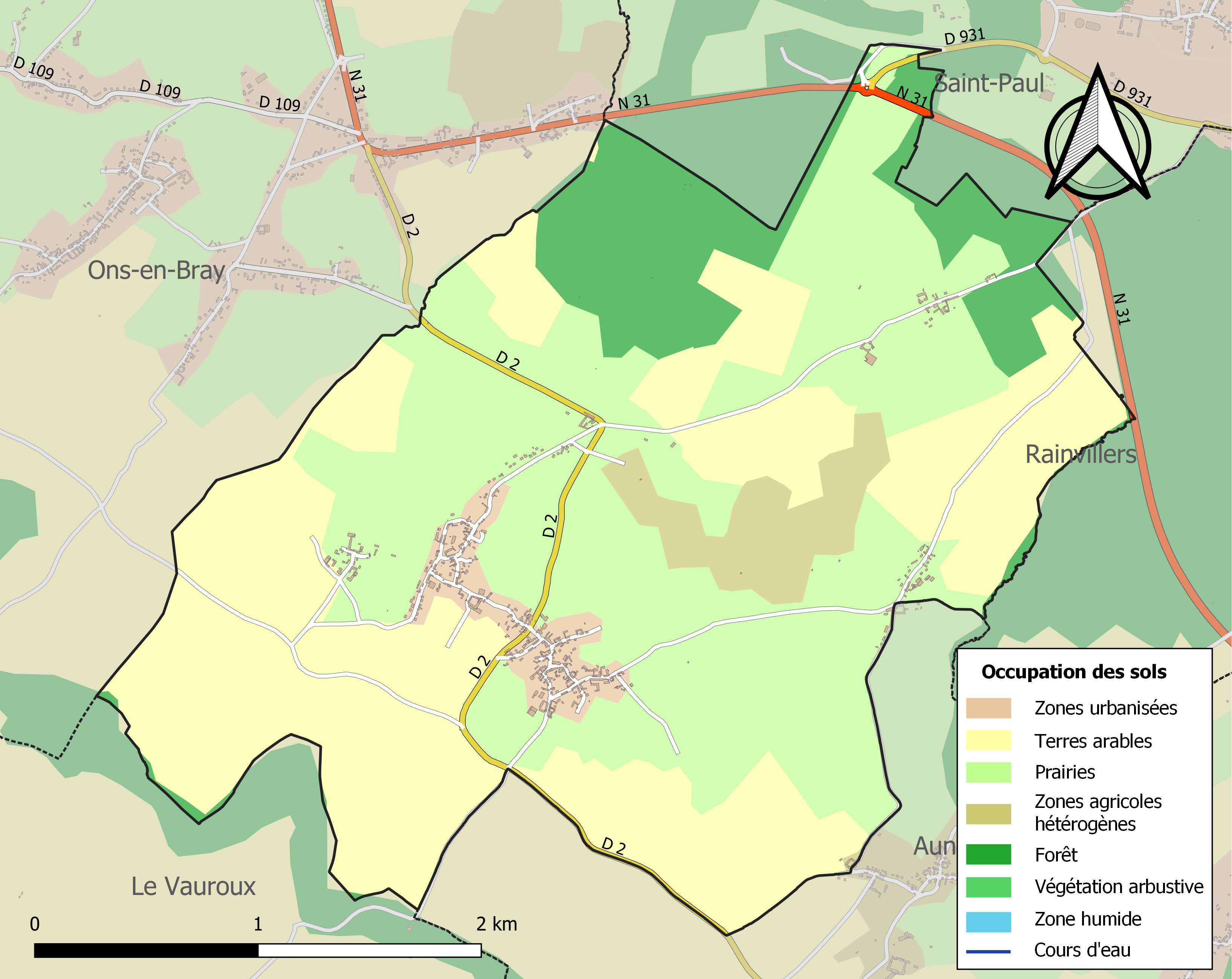
Carte des infrastructures et de l'occupation des sols de la commune en 2018 (CLC).

### Voies de communication et transports
La commune est desservie, en 2023, par les lignes 6107, 6145 et 6146 du réseau interurbain de l'Oise.

## Toponymie
La commune a changé plusieurs fois de nom au cours de l'histoire. Elle s'est appelée : Villare sandi Bartholomaci, Villers-sur-Ons, Villers-sous-Hodencq, Villers Oudan, Villers-Unité et Villers-l'Unité[réf. nécessaire].
Villers, du latin villaris, dérivé de villa (« ferme »).
Saint-Barthélemy est un hagiotoponyme qui fait référence au chapitre Saint-Barthélémy de Beauvais.

## Histoire
Elle fut donnée en 1037 au chapitre Saint-Barthélémy de Beauvais par Hilon, châtelain de Beauvais (fondateur de la collégiale du chapitre Saint-Barthélémy.
Au XVIe et XVIIe siècles, Marconville  - qui fait partie aujourd'hui de la commune de Villers-Saint-Barthélémy - était fief ainsi qu'Ons-en-Bray de la famille des Hacqueville.
En 1901, Villers comptait 431 habitants, 161 maisons pour 137 ménages. L'activité principale était l'agriculture, voici quelques chiffres pour vous donner une idée de la vie de notre village. Il reste, en 2004, 11 fermes, 1 maçon, 1 menuisier, 1 cantonnier. Par contre, l'école compte 3 instituteurs.
Quelques chiffres datant de 1901 :
Fermiers 44, entreprises de battages 3,  boucher 1, maréchaux forgerons 2,  charron 1,  boulanger 1,  maçon 1,  brossières 3,  menuisier 1,  coquetier 1,  marchande de fruits 1 ,  couturières 3, fabricant de carreaux 1, curé 1, instituteur 1, garde champêtre 1, cantonnier 1, charpentiers 2.

## Politique et administration
Le village a la direction de deux petites communes jumelles (la troisième, Le Ply, faisant partie intégrante du village) qui sont : Marconville et Bailly[Quoi ?].[réf. nécessaire]
| Période                                  | Période                   | Identité           | Étiquette | Qualité |
| ---------------------------------------- | ------------------------- | ------------------ | --------- | --- |
| Les données manquantes sont à compléter. |                           |                    |           | |
| mars 2001                                | mars 2008                 | Pierre Philippart  |           | |
| mars 2008                                | novembre 2019             | M. Claude Maillard |           | Ancien directeur général d'associations du domaine social Ancien président de la caisse d'allocations familiales de l'Oise |
| mai 2020                                 | En cours (au 2 juin 2020) | Philipe Vinchent   |           | |

## Population et société

### Démographie

#### Évolution démographique
L'évolution du nombre d'habitants est connue à travers les recensements de la population effectués dans la commune depuis 1793. Pour les communes de moins de 10 000 habitants, une enquête de recensement portant sur toute la population est réalisée tous les cinq ans, les populations de référence des années intermédiaires étant quant à elles estimées par interpolation ou extrapolation. Pour la commune, le premier recensement exhaustif entrant dans le cadre du nouveau dispositif a été réalisé en 2007.

En 2022, la commune comptait 470 habitants, en évolution de −4,67 % par rapport à 2016 (Oise : +0,87 %, France hors Mayotte : +2,11 %).
| 1793 | 1800 | 1806 | 1821 | 1831 | 1836 | 1841 | 1846 | 1851 |
| ---- | ---- | ---- | ---- | ---- | ---- | ---- | ---- | ---- |
| 797  | 806  | 887  | 861  | 880  | 642  | 659  | 654  | 626  |

| 1856 | 1861 | 1866 | 1872 | 1876 | 1881 | 1886 | 1891 | 1896 |
| ---- | ---- | ---- | ---- | ---- | ---- | ---- | ---- | ---- |
| 586  | 550  | 514  | 519  | 456  | 448  | 457  | 444  | 433  |

| 1901 | 1906 | 1911 | 1921 | 1926 | 1931 | 1936 | 1946 | 1954 |
| ---- | ---- | ---- | ---- | ---- | ---- | ---- | ---- | ---- |
| 430  | 436  | 369  | 315  | 350  | 315  | 299  | 265  | 261  |

| 1962 | 1968 | 1975 | 1982 | 1990 | 1999 | 2006 | 2007 | 2012 |
| ---- | ---- | ---- | ---- | ---- | ---- | ---- | ---- | ---- |
| 288  | 262  | 299  | 384  | 467  | 485  | 467  | 465  | 505  |

| 2017 | 2022 | - | - | - | - | - | - | - |
| ---- | ---- | - | - | - | - | - | - | - |
| 480  | 470  | - | - | - | - | - | - | - |

#### Pyramide des âges
La population de la commune est relativement jeune.
En 2018, le taux de personnes d'un âge inférieur à 30 ans s'élève à 32,9 %, soit en dessous de la moyenne départementale (37,3 %). À l'inverse, le taux de personnes d'âge supérieur à 60 ans est de 24,6 % la même année, alors qu'il est de 22,8 % au niveau départemental.
En 2018, la commune comptait 250 hommes pour 222 femmes, soit un taux de 52,97 % d'hommes, largement supérieur au taux départemental (48,89 %).
Les pyramides des âges de la commune et du département s'établissent comme suit.
| Hommes | Classe d’âge | Femmes |
| ------ | ------------ | ------ |
| 0,8    | 90 ou +      | 1,4    |
| 5,2    | 75-89 ans    | 7,3    |
| 18,5   | 60-74 ans    | 15,9   |
| 26,1   | 45-59 ans    | 28,2   |
| 14,0   | 30-44 ans    | 17,0   |
| 19,6   | 15-29 ans    | 15,9   |
| 15,7   | 0-14 ans     | 14,2   |

| Hommes | Classe d’âge | Femmes |
| ------ | ------------ | ------ |
| 0,5    | 90 ou +      | 1,4    |
| 5,5    | 75-89 ans    | 7,6    |
| 15,6   | 60-74 ans    | 16,3   |
| 20,8   | 45-59 ans    | 20     |
| 19,4   | 30-44 ans    | 19,4   |
| 17,6   | 15-29 ans    | 16,2   |
| 20,6   | 0-14 ans     | 19,1   |

## Culture locale et patrimoine

### Lieux et monuments

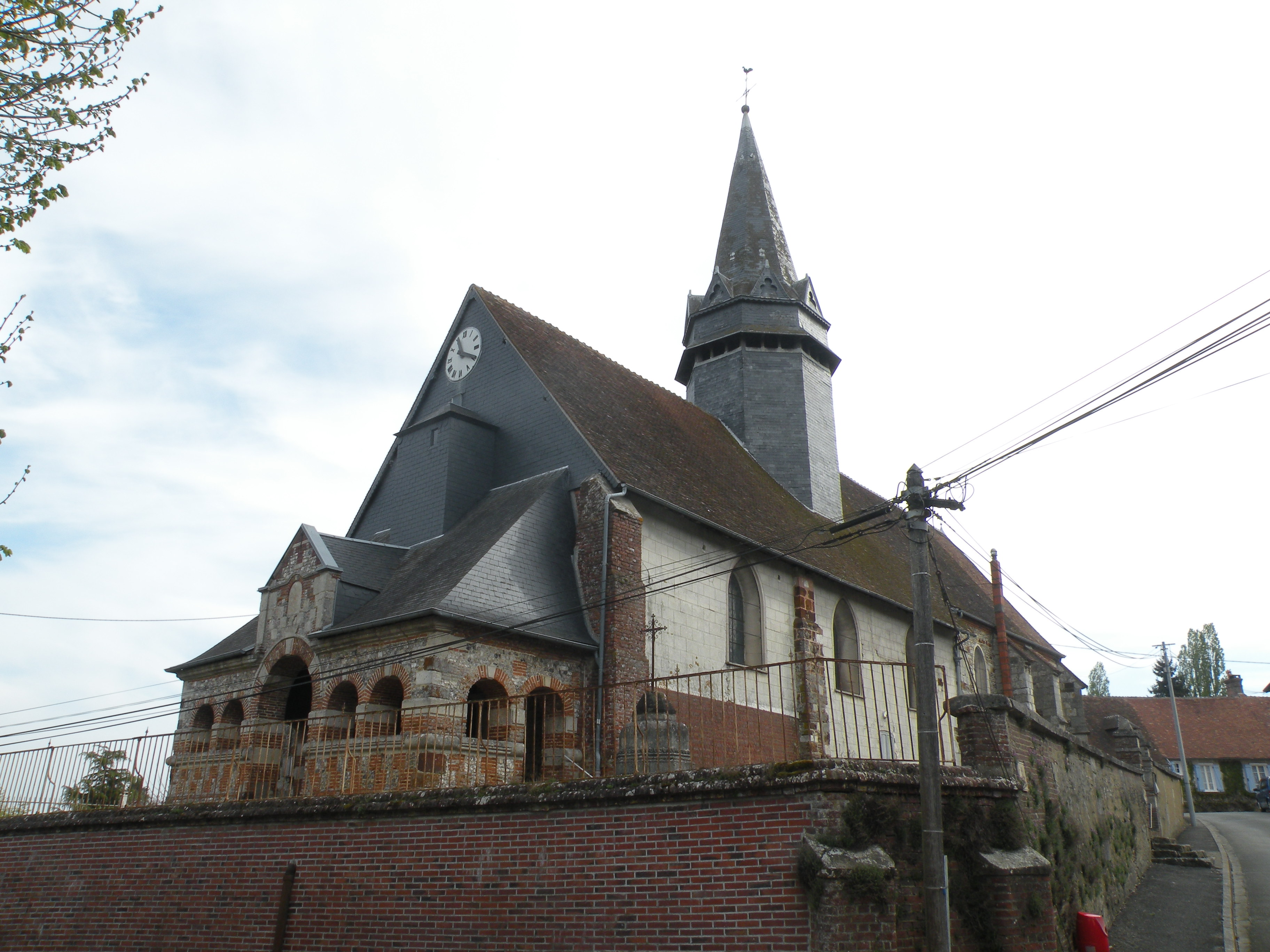
L'église Saint-Martin.

- Église Saint-Martin (XVIe siècle) construite en briques et en cailloux.
- Une école (rénovée en 2007) qui peut accueillir désormais plus de 60 élèves du village et de ses voisins.

### Héraldique
| Blason de Villers-Saint-Barthélemy | Blason  | D'azur à une épée basse d'argent accostée de deux gerbes de blé d'or ; au chef cousu de gueules à la croix d'or. |
| Blason de Villers-Saint-Barthélemy | Détails | L'épée est l'attribut de saint Martin, patron de la paroisse, tandis que les gerbes évoquent l'agriculture. Quant au chef, il serait tiré des armes du chapitre de Saint-Barthélemy de Beauvais. Le statut officiel du blason reste à déterminer. |